# We Are Scientists
I We Are Scientists, conosciuti anche come W.A.S., sono un gruppo indie rock formato a Claremont, California, nel 2000 da Keith Murray, Chris Cain e Michael Tapper.

## Storia
I componenti della band si conobbero durante il college. Keith Murray e Chris Cain erano al Pomona College; Michael Tapper era al Harvey Mudd College, distante pochi chilometri, sempre nell'area di Claremont. Il trio si formò ufficialmente dopo la laurea, ma nel frattempo aveva tenuto frequenti concerti gratuiti nei vari college della regione.
Il nome del gruppo è preso da una canzone dei Cap'n Jazz.
La band pubblicò due LP - Safety, Fun and Learning (In That Order) e Bitchin! - e due EP - In Action EP e The Wolf's Hour EP - autoprodotti, mentre l'LP di debutto, With Love and Squalor, fu prodotto dalla major EMI/Virgin Records nel 2005. I primi tre singoli sono "Nobody Move, Nobody Get Hurt", "The Great Escape" and "It's a Hit". Ogni singolo ha un suo video, e tutti e tre sono presenti nella loro prima raccolta, Crap Attack, che inoltre include b-side e un live show.
Nel 2006, i We Are Scientists iniziarono un tour con gli Arctic Monkeys, Maxïmo Park e Mystery Jets come parte nel NME Shockwaves Tour, suonando a Cardiff e Nottingham.
I loro video rappresentano tipiche situazioni surreali come ad esempio in "Nobody Move, Nobody Get Hurt" la band è inseguita da un uomo travestito da orso, oppure un incontro di boxe in "It's a Hit", e i tre nel video "Greatest Escape" diventano strettamente connessi, e si vedono i tre durante le intere attività quotidiane in questa strana veste. Tre dei loro video sono diretti da Akiva Schaffer. Il video "in Action" fu diretto da Eric Gross, un loro amico del college che è diventato regista.
Il loro singolo "Great Escape" diventò molto popolare nel Regno Unito dove diventò presente come download gratuito della settimana su iTunes.
La band eseguì Nobody Move, Nobody Get Hurt il 19 dicembre 2005 nel corso della trasmissione Late Show with David Letterman, e It's a Hit il 14 marzo 2006 nel programma Late Night with Conan O'Brien. Nel febbraio 2006 il brano The Great Escape fu utilizzato in uno spot delle Olimpiadi invernali del 2006 e in un altro spot per la stazione radio della BBC. Una versione strumentale dello stesso The Great Escape fu usata in uno spot televisivo per una commedia britannica sulla rete E4. È stata usata inoltre per varie introduzioni su canali di Sky Sport.
L'8 maggio del 2006 la band si è aggiudicata l'Xpression FM Number One con il singolo Nobody Move, Nobody Get Hurt.
Nel 2007 furono nominati nel NME come migliore band internazionale, categoria poi vinta dai My Chemical Romance.
A fine 2007 fecero un tour con i Kaiser Chiefs alla fine del quale il batterista Michael Tapper lasciò la band.
Il 12 marzo 2008 Murray e Cain pubblicarono il secondo album del gruppo, Brain Thrust Mastery, contenente 11 tracce, seguito nel 2010 dal terzo, Barbara, con 10 brani. Nel 2011 sono nel cast dell'Heineken Jammin' Festival 2011.

## Formazione

### Formazione attuale
- Keith Murray - voce, chitarra
- Chris Cain - basso
- Andy Burrows - batteria

### Ex componenti
- Michael Tapper - batteria

## Discografia

### Album studio
- 2002 - Safety, Fun, and Learning (In That Order)
- 2005 - With Love and Squalor
- 2008 - Brain Thrust Mastery
- 2010 - Barbara
- 2014 - TV en Français
- 2016 - Helter Seltzer
- 2018 - Megaplex
- 2021 - Huffy
- 2023 - Lobes
- 2025 - Qualifying Miles

### EP
- 2003 - Bitchin'
- 2003 - In Action
- 2004 - The Wolf's Hour
- 2004 - Rules Don't Stop
- 2013 - Something About Love/Let Me Win
- 2013 - Business Casual

### Raccolte
- 2006 - Crap Attack

### Singoli
- 2005 - Nobody Move, Nobody Get Hurt
- 2005 - The Great Escape
- 2006 - It's a Hit
- 2008 - After Hours
- 2008 - Chick Lit
- 2008 - Impatience
- 2010 - Rules Don't Stop
- 2010 - Nice Guys
- 2013 - Something About You/Let Me Win
- 2013 - Return the Favor

## Apparizioni in altri media
- "Ode to Star L23" apparì nel film del 2007 I'll Believe You;
- La loro canzone "Nobody Move, Nobody Get Hurt" fu trasmessa nella serie CSI: NY nell'episodio "Stuck On You" e nell'episodio 9 della Prima stagione di How I Met Your Mother;
- La canzone, "Inaction" apparì nell'episodio di "The OC";
- La canzone, "The Great Escape", fu usata nel preview per l'MTV show "Maui Fever";
- "Lousy Reputation" è presente sul videogame SSX on Tour;
- "The Great Escape" è presente nel videogioco Burnout Revenge e in avvenimenti di Sky Sports;
- "Callbacks" apparì in True Crime: New York City;
- "The Great Escape" fu usata per un montaggio per la presentazione delle nomine come Miglior Film agli 2007 MTV Movie Awards;
- "Inaction" fu usata come colonna sonora in Greek episodio "Hazed and Confused";
- La loro canzone "The Great Escape" fu mandata nell'episodio dello show di MTV The Hills.
- Rules Don't Stop Me" fa parte delle tracklist dei videogioco FIFA 11 dell'Electronic Arts e del videogioco Dirt 3.
- La loro canzone "Ghouls" fa parte della colonna sonora del film "Gegen die Wand".